# Пшота, Ирен

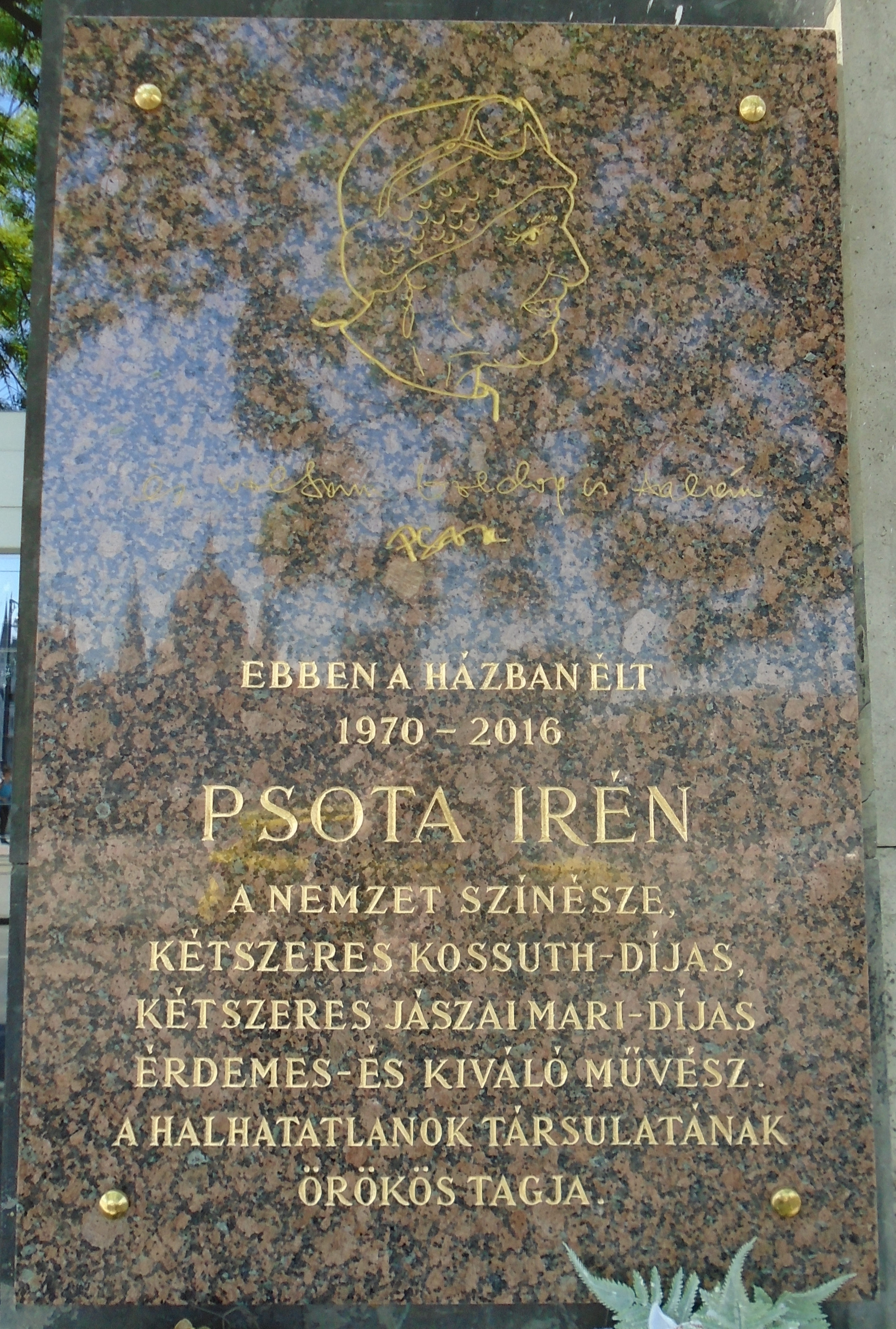
Мемориальная доска в Будапеште

Ирен Пшота (венг. Psota Irén; 28 марта 1929, Будапешт — 25 февраля 2016, там же) — венгерская актриса
 театра и кино. Заслуженный артист ВНР (1962). Выдающийся (народный артист) ВНР (1976). Дважды лауреат государственной премии Кошута (1966, 2007). Почётный гражданин Будапешта (2014).

## Биография
В 1952 году окончила Университет театрального и киноискусства в Будапеште. После стала актрисой Театра Мадача, на сцене которого выступала до 1980 года. В 1980—1982 годах работала в Будапештском камерном театре, а с 1982 по 1990 год — в столичном Национальном театре. После этого вернулась в театр Мадача.
В апреле 2009 года ушла со сцены. В марте 2014 г. перенесла инфаркт миокарда. В декабре 2015 года — перелом шейки бедра. После, ещё один инфаркт и пневмонию. Умерла в феврале 2016 года. Похоронена на кладбище Фаркашрети.

## Творчество
Актриса широкого плана. Играла в трагедиях, комедиях, мюзиклах, гротесках. Исполняла главные роли в пьесах драматургов Лопе де Вега, Шекспира, Мольера, М. Горького, А. Чехова, Б. Брехта, А. Корнейчука, Т. Кочака, И. Шаркади, М. Фюшта и других.
Снималась в кино. Сыграла в около 90 фильмах.

## Избранная фильмография
- 2006 — Звезды под луною
- 1977 — Высоконравственная ночь / Egy erkölcsös éjszaka — мать Енё
- 1974 — Кто сидит в яйце? / Ki van a tojásban?
- 1971 — Королева чардаша — княгиня Мария-Луиза
- 1970 — Большой синий знак / A nagy kék jelzés
- 1969 — Лев готовится к прыжку / Az Oroszlán ugrani készül — Хельга
- 1966 — Холодные дни / Hideg napok — Бетти
- 1965 — Ужас / Iszony
- 1963 — Фото Хабера / Fotó Háber
- 1963 — Предпоследний человек / Az Utolsó előtti ember
- 1962 — Осенняя божья звезда / Isten őszi csillaga
- 1961 — За супружество — тройка / Házasságból elégséges
- 1961 — Это была только шутка / Nem ér a nevem
- 1960 — Рангом ниже / Rangon alul — Эльза
- 1960 — По газонам ходить разрешается / Füre lépni szabad — итальянка-автомобилистка
- 1959 — Три звезды / Három csillag
- 1959 — Катастрофа / Merénylet
- 1958 — Соляной столб / Sóbálvány
- 1958 — Зонт святого Петра / Szent Péter esernyöje — мадам Кришбай, француженка-педагог
- 1958 — Дом под скалами / Ház a sziklák alatt — Тера
- 1958 — Боганч / Bogáncs
- 1957 — Тихая квартира / Csendes otthon — Габи
- 1957 — Игра с любовью / Játék a szerelemmel
- 1956 — Сказка о 12 попаданиях /Mese a 12 találatról — Вали, сестра Пири
- 1955 — Кружка пива /Egy pikoló világos
- 1954 — За четырнадцать жизней / Eletjel — эпизод (нет в титрах)